# Sturzkampfgeschwader 77
A Sturzkampfgeschwader 7  foi uma unidade de bombardeiros de mergulho da Luftwaffe durante a Segunda Guerra Mundial, activa entre 1939 e 1943.

## Comandantes
- Günther Schwartzkopff, 1 de Maio de 1939 - 14 de Maio de 1940[2]
- Graf Clemens von Schönborn-Wiesentheid, 15 de Maio de 1940 - 20 de Julho de 1942[2]
- Alfons Orthofer, 25 de Julho de 1942 - 12 de Outubro de 1942[2]
- Walter Ennecerus, 13 de Outubro de 1942 - 20 de Fevereiro de 1943[2]
- Helmut Bruck, 20 de Fevereiro de 1943 - 18 de Outubro de 1943[2]